# Hiroshi Saeki
Hiroshi Saeki (jap. 佐伯 博司 Saeki Hiroshi; ur. 26 maja 1936, Hiroszima) – były japoński piłkarz, reprezentant kraju.

## Kariera klubowa
Jako piłkarz grał w takim klubie jak Yawata Steel. Karierę zakończył w 1966.

## Kariera reprezentacyjna
W reprezentacji Japonii zadebiutował 1958. W reprezentacji Japonii występował w latach 1958–1961. W sumie w reprezentacji wystąpił w 4 spotkaniach.

## Statystyki
| Reprezentacja Japonii | Reprezentacja Japonii | Reprezentacja Japonii |
| Rok                   | Mecze                 | Gole                  |
| --------------------- | --------------------- | --------------------- |
| 1958                  | 1                     | 0                     |
| 1959                  | 1                     | 0                     |
| 1960                  | 0                     | 0                     |
| 1961                  | 2                     | 0                     |
| Razem                 | 4                     | 0                     |